# مترو (فیلم ۲۰۱۱)
«مترو» (انگلیسی: The Metro) فیلمی در ژانر مهیج است که در سال ۲۰۱۱ منتشر شد.